# Kachin
Kachin és el nom d'un estat de Myanmar establert el 1948 i ratificat per la constitució de 1974, poblat principalment per la nació Kachin.
Té un milió d'habitants i 87.808 km². La capital és Myitkyina. La població és cristiana en més del 80% però conserven ritus animistes, especialment el Manau, un festival en el que hi participen 1.200 ballarins, amb jocs, esports i fires comercials i que antigament es feien per celebrar la victòria a la guerra, els acords entre clans, la mort dels caps locals, i altres endevinaments. Els Kachin viuen a Myanmar, Xina i l'Índia i estan dividits en sis grups, cada un dels quals parla un dialecte però tots parlen la llengua comuna que és el Jungpaw.

## Geografia
L'estat està separat de la Xina a l'est per la serralada de Hengduan Shan. La cadena es desenvolupa aproximadament de nord a sud, definint l'extrem oriental de l'altiplà del Tibet. Al nord-est hi ha la serralada de Kumon Bum.
A l'estat hi viuen les següents nacions o grups:
- Kachin
- Trone
- Dalaung
- Jinghpaw
- Guari
- Hkahku
- Duleng
- Maru (Lawgore)
- Rawang
- Lashi (La Chit)
- Atsi
- Lisu

## Història
L'estat Kachin fou creat el 1948 amb els antic districtes de Bhamo, Myitkyina i Puta-o, poblats principalment per Kachins amb minories bamar i shan. La frontera del nord va quedar en litigi amb Xina i no es va demarcar fins a la dècada dels seixanta.

## La revolta dels Kachin
Molts Kachin van entrar a l'exèrcit de Birmània el 1948. El 1949, amb la revolta Karen, una part dels Kachin de l'exèrcit es van revoltar dirigits per Naw Seng que va arribar a capità, però no van aconseguir estendre el moviment. El 1950 Naw Seng, que era a Lashio, va convèncer a Zau Seng, un jove estudiant, de passar a la clandestinitat; també va contactar amb altres joves Kachin per unir-se al moviment. El 1951, quan l'exèrcit birmà va realitzar operacions a la zona, Naw Seng i els seus seguidores van haver de passar a Tailàndia, però Zau Seng va tornar aviat i es va unir als insurgents Karen de la KNDO (Karen National Defense Organization); els germans de Zau, Zau Tu i Zau Tan, van passar també a la clandestinitat. El 1960 els germans Zau, i un centenar de joves Kachins, van crear l'Organització de la Independència Kachin (Kachin Independence Organization, KIO) i el seu braç armat l'Exèrcit de la Independència Katxin (KIA) i el febrer de 1961 van iniciar la lluita armada amb l'assalt a un dipòsit de fons del govern a Lashio. La bandera de la KIO és vermella i verda amb dos espases Kachin creuades; la bandera de l'exèrcit Kachin és blava i porta l'emblema (dos espases blanques creuades sobre un sol groc dins un disc vermell) al centre.

Bandera de l'Organització de la Independència Kachin (KIO)

Després del febrer de 1961 van seguir altres operacions des de la base que es van forjar prop de la població de Kutkhai, a uns 15 km a l'est de Sinli. El 1962 van desplaçar la seva activitat cap a l'àrea de Bamaw. Inicialment la KIO era una organització petita però es va reforçar amb la declaració del budisme com a religió d'estat per part del govern birmà d'U Nu, per la cessió de tres llogarets Kachins a la Xina (Phimaw, Gawlum i Kangphan), i per les creixents demandes dels pobles de la unió concretades sobretot a l'estat Shan sota la direcció dels prínceps; el 1962 la unió va quedar de fet trencada amb el cop d'estat del general Ne Win i la suspensió de la constitució. Molts soldats Kachins de l'exèrcit van deixar els seus llocs i es van unir a la KIA. La KIO va forjar a més a més aliances amb altres grups i el 1963 s'havia enfortit notablement i es va considerar convenient negociar amb el govern.
Les converses de 1963 no van reeixir i la lluita va seguir. El 1965 els Kachin dominaven més de la meitat de l'estat Kachin. El 1968 alguns membres de l'organització van acusar als líders de la KIO (que eren de la tribu Jainphaw) de xovinisme; aquestos dissidents anomenats Za Hkung Ting Ying i Liau Ze Lum van abandonar l'organització amb els seus seguidors. El Partit Comunista de Birmània (BCP) va aprofitar aquestos fets per estendre's per l'estat Kachin; Xina va enviar assessors militars a través de la frontera i aviat es va formar Regiment 101 dels Comunistes birmans que es va establir a la zona de l'estat fronterera amb Xina. El juny de 1968 la KIO/KIA i les unitats del BCP es van enfrontar encara que aviat van arribar a un acord de cooperació militar. La KIO va donar assistència i entrenament a altres grups ètnics armats com els Palaung i els Rakhine, així com drets de pas als insurgents mizo i naga de l'Índia. Tot i així alguns enfrontaments amb el BCP es van reproduir el 1971.
El 1975 els líders de la KIO Zau Seng, Zau Tu i Pung Shwe Zau foren assassinats a Tailàndia i la presidència de l'organització va passar a Brang Seng (1931–1994), un antic mestre d'escola, i la secretaria general a Zaung Hkrar. La nova direcció fou invitada pel Comitè central del BCP a negociar acords i es va ajustar una treva entre ambdues parts i un conveni d'assistència reciproca. El 1977 un nou acord va permetre a la KIO rebre subministraments militars dels comunistes que els rebien de la Xina
El 1978 la KIO va enviar alguns quadres a rebre entrenament a la Xina. El 1980 i 1981 es van intentar altra vegada negociacions amb el govern que van fracassar. El 1983 la KIO va ingressar al Front Nacional Democratic (National Democratic Front, NDF). Des del 1985 l'ajuda de la Xina va minvar substancialment i Brang va intentar obtenir ajuda al Japó, Alemanya, Regne Unit, Suïssa i Singapur (1987); després del 1988 va treballar per la creació de l'Aliança Democràtica de Birmània (Democratic Alliance of Burma, DAB).
El 1989 els was es van apoderar del quarter comunista a Panshang. El Front Nacional Democratic (NDF) va enviar una delegació als Wa de Pangshang mentre que els estudiants i dissidents urbans fugits de la repressió de la revolució democràtica del setembre de 1988 formalitzaven la creació de l'Aliança democràtica de Birmània (DAB) aliada del NDF. Les converses amb els Wa i Kokang no van tenir èxit i poc després els generals Khin Nyunt i Maung Tint arribaven a un acord de treva a Kunlong, a la riba del riu que marcava la frontera de Kokang. La treva va ser assumida per Chao Ngi Lai, el cap de la resta dels soldats del PCB, als que es va prometre un programa de desenvolupament amb molts diners. La força comunista abans de l'enfonsament estava formada per quatre grups de base ètnica: la zona 101 (a l'estat Kachin), formada per dissidents Kachins de la KIO, es va convertir en la New Democratic Army (NDA), dirigida per Ting Ying i Ze Lum (units als comunistes des del 1968); les unitats a Mong Ko i Kokang, de base Kokang, es van transformar en la Myanmar [Burma] National Democratic Alliance Army (MNDAA); les unitats Wa que s'havien unit a les forces Wa no comunistes que operaven a la frontera amb Tailàndia, es van convertir en la United Wa State Army (UWSA), dirigida per Chao Ngi Lai; i, a l'est, al Nord de Kengtung, la zona 815 de base Shan, Akha i Lahu es va convertir en la National Democratic Alliance Army Military and Local Administration Committee (Eastern Shan State), dirigida per Lin Mingxian (conegut per Sai Lin o Sai Leun). Tant Lin com el seu ajudant Zhang Zhiming (conegut per Kyi Myint), eren Guàrdies rojos de Yunnan que es van unir al CPB com a voluntaris el 1968 i que havien restat a Birmània quant altres guàrdies rojos arribats el 1968 es van retirar a finals dels anys setanta segurament sota les ordres del servei d'intel·ligència de la Xina. El SLORC (la junta de Rangoon) va permetre de facto a aquests quatre grups l'explotació del negoci de la droga per assegurar-se que no el combatrien. Productes químics portats de l'Índia van permetre obrir 17 noves refineries d'opi a Kokang i territoris propers que abans dominava el PCB a l'oest de Salween (4 a Mong Ko, ex-quarter del nord del PCB, 6 a Mong Hom, al sud de l'anterior; 2 a Nam Kyaun; 1 a Loi Kang Mong, al sud de la carretera de Hsenwe-Kulong; i 4 dins de Kokang a l'est del Salween). També es van obrir 6 refineries a les muntanyes dels Wa i altres al area de Lin Mingxian a l'est dels Estat Shan, prop de Man Hpai quarter de l'antiga zona 815, i al Puig Loi Min prop de la vila fronterera de Mong La, dins l'antiga zona del CPB.
També la Shan State Army, aliada als Kachin, va signar la pau el 24 de setembre de 1989 i va obtenir l'explotació de la fusta a l'àrea de Hsipaw. Una part dels dissidents ciutadans fugits a les muntanyes després de la repressió de la revolució de setembre de 1988 es va rendir o va passar la frontera. Amb l'enfonsament del partit Comunista el 1989, el Front Nacional d'Alliberament del Poble Karenni (KNPLF), una escissió de l'Exèrcit Karenni (KA) de 1978 va pactar un alto-el foc, i un sector important de la KIO es va decantar cap a la pau. Un grup de pacifistes que incloïa l'ambaixador retirat U La Wom, al reverend U Zaboi Jum i a U Khun Myat, van actuar de mediadors, contactant a la KIO. El primer encontre per la pau es va celebrar a Kyukok (Pang Sai) el 18 d'octubre de 1990. Mentrestant la quarta Brigada de la KIA, que operava al sud dins l'estat Shan, es va sentir aïllat i es va escindir i va formar l'Exèrcit de Defensa Kachin (Kachin Defense Army, KDA) que va negociar la pau separada amb l'exèrcit signada l'11 de gener de 1991. La Pa-O National Army (PNA) que actuava a les muntanyes de Taunggyi, a l'Estat Shan, va signar la pau el 18 de febrer de 1991. El Palaung State Liberation Army (PSLA) que actuava al Nord de l'Estat Shan va signar la pau el 21 d'abril de 1991. La Kayan Home Guard, escissió de la Kayan (Padaung) Army, que operava al Sud de l'Estat Shan, va fer la pau el 27 de febrer de 1992.
La KIO (representada per La Ja) es va entrevistar amb representants de la Junta Militar a Lashio el 22, 23 i 24 d'octubre de 1992. Una segona trobada va tenir lloc a Myitkyina el 22 de gener de 1993, on el KIO va estar representat pel seu vicepresident Tu Jai (Zau Mai); a la tercera trobada del 18 al 23 de març de 1993 es va decidir l'alto el foc i altres punts relatius a l'activitat militar, que es van acabar de concretar en les trobades del 5 al 8 d'abril i del 26 al 28 de maig de 1993. La KIO/KIA va acceptar l'abandonament de les armes i la seva legalització i se li va permetre obrir una delegació a Myitkyina rebent a més assistència del govern. El 27 i 28 de setembre de 1993 els representants del Tatmadaw (la Junta Militar) dirigits pel Cap del Comandament del Nord-est, Major General Aye Kyaw, i el cap del Comandament Nord, Major General Saw Lwin, es van reunir a Myitkyina amb els representants del KIO dirigits pel vicepresident Zau Mai. La KIO va renunciar a una eventual independència per l'estat Kachin en l'actual situació i es va decidir tractar els problemes de manera pacífica, i en especial el problema dels membres de la ABSDF (All Burma Students Democratic Front, organització estudiantil que havia passat a la lluita armada el 1988) que operaven en territori sota control de la KIO. L'1 d'octubre de 1993 el Tt. General Khin Nyunt, amb varius ministres, es va reunir a Myitkyina amb el KIO, dirigit pel vicepresident U Zau Mai. L'acord pel qual el KIO es convertia en organització legal, renunciant a la lluita armada, i a canvi rebia assistència del govern va ser signat pel president de l'organització Brang Seng el 21 d'octubre de 1993. Brang Seng va patir un atac de cor poc després i fou traslladat a un hospital a la Xina on va morir el 1994. El 16 de febrer de 1994 els representants del Tatmadaw (Aye Kyaw i Saw Lwin) es van entrevistar amb el vicepresident U Zau Mai a Myitkyina per última vegada. Es van confirmar tots els acords. El 24 de febrer de 1994 la cerimònia oficial es va celebrar a la mateixa ciutat amb assistència de Khin Nyunt i alguns ministres. Les forces de la KIO/KIA compostes de 6050 soldats, dirigides pel vicepresident Zau Mai, van entregar les armes i el seu territori es va convertir en la Kachin State Special Region número 2 amb capital a Lai Sin, on la KIO podia desenvolupar activitats mineres, extracció de pedres precioses, cultiu i explotació de canya de sucre i altres activitats. La suposada lluita contra l'opi no va aportar cap resultat pràctic.

### Alto el foc
El 9 de maig de 1994 la Karenni Nationalities People's Liberation Front (KNPLF), un grup que havia estat dependent del CPB, va signar la pau. El Shan State Nationalities People's Liberation Organization (SSNPLO), un grup Pa-O que operava a les muntanyes de Taunggyi va acordar la pau el 9 d'octubre de 1994. Quant el govern va arribar a acords amb la New Mon State Army, l'Exèrcit Karenni (KA) i sobretot la Mong Tai Army (el grup armat més poderós) la pau per la KIO ja no tenia marxa enrere. Només un grup Karen (Karen National Union, KNU), un grup naga (el Congrés Socialista de Nagaland), un grup Xin (Chin National Front), i els estudiants de l'All Burma Students Democratic Front, van continuar la resistència (després van reiniciar la lluita el KA).
El 2001 el president de la KIO Zau Mai no fou substituït per Tu Jai, dins les lluites internes pel control de la KIO.

### Represa de les hostilitats
Des de la represa de les hostilitats el 2011, milers de civils han estat assassinats, mentre que més de 100.000 han estat desplaçats. Les dues parts han al·legat un ús generalitzat de mines terrestres, nens soldats, violació sistemàtica tortures.